# Xurxo Torres
Xurxo Torres (Chapela, 19 de julio de 1968) es un escritor y periodista español. 
En 2023 fue reconocido como Alumni Ilustre  por la Facultad de Ciencias de la Información de la Universidad Complutense de Madrid. 
Su obra principal es Un mundo de mentira (2023, Gestión 2000, Grupo Planeta) en la que analiza el fenómeno de las fake news en la era de la revolución tecnológica.

## Biografía
Estudió periodismo en la Facultad de Ciencias de la Información de la Universidad Complutense de Madrid (1992). Compaginó sus estudios con sus primeros trabajos como periodista en Diario 16 de Galicia, RNE de Orense y posteriormente en el centro territorial de Galicia de TVE. Como freelance, fue corresponsal de La Voz de Galicia durante la conocida guerra del fletán en 1995, embarcado en Terranova a bordo del Pereira IV.
En 1999 fue director de Llorente y Cuenca en Buenos Aires y en el año 2000 volvió a España donde trabajó con José Luis Sanchís antes de su fundar su propia consultora de comunicación en 2003, Torres y Carrera.
Su obra más notable es Un mundo de mentira. El estado de la verdad en tiempos de revolución tecnológica (Gestión 2000, 2023) En esta obra, el autor detalla cinco años de investigación sobre el fenómeno de las fake news que desarrolló en colaboración con la Universidad Complutense de Madrid. Entre otros, cuenta el Proyecto Culebras,galardonado con un IPRA Golden World Award otorgado por la International Public Relations Association.
También ha publicado los libros de divulgación En tiempo de dragones (Editorial Profit, 2019) en el que ya se adentraba en el impacto de la revolución tecnológica en la comunicación, y Comunicación y competitividad (2008), un estudio sobre la comunicación empresarial que publicó la Universidad de Santiago de Compostela, que participó en la investigación.
En 2018 la publicación americana PRNews lo incluyó en el Top 50 mundial de los Game Changers of PR y en 2023, la Facultad de Ciencias de la Información de la Universidad Complutense de Madrid lo nombró Alumno Ilustre.
Fue productor del documental Kómoda, la vida sin energía galardonado con un IPRA Golden Word Award en 2020.
Es autor de tres novelas: La noche americana (2004), La niña del mundo (2006) y El horizonte de la reina (2012).
Como periodista ha publicado columnas de opinión sobre temas de actualidad y comunicación en distintos medios como Cinco Días.

## Obra
- Torres, Xurxo (2023). Un mundo de mentira. Gestión 2000. ISBN 978-84-9875-564-0
- Torres, Xurxo (2019). En tiempo de dragones. Editorial Profit. ISBN 9788417209872
- Torres, X.; Alonso, A. (2012) El horizonte de la reina. Erice. ISBN 978-84-15510-17-8
- Torres, Xurxo (2008). Comunicación y competitividad. Universidad de Santiago de Compostela. ISBN 978-84-9887-021-3
- Torres, Xurxo (2006) La niña del mundo. Nuevos Escritores. ISBN 9788496461413
- Torres, Xurxo (2004). La noche americana. Nuevos Escritores. ISBN 8489995737

## Distinciones
- Alumni Ilustre de la Facultad de Ciencias de la Información de la UCM[1]
- Game Changers[15]
- IPRA Golden World Awards[23]